# Фабиа, Филипп
Фили́пп Фабиа́ (фр. Philippe Fabia; 15 сентября 1860, Букуаран-э-Нозьер, департамент Гар—31 декабря 1938, Лион) — французский филолог и археолог, один из ведущих специалистов по античности Лугдуна (ныне Лион).

## Биография
В 1889 году он защитил диссертацию на тему «Прологи у Теренция». В 1891 году он приступает к работе над первоисточниками Тацита и получает Борденовскую премию, публикуется два года спустя. Книга замечена, обсуждается, создаёт авторитет автору. Как и Генрих Ниссен до него, Фабиа полагает, что Тацит пользовался ограниченным количеством источников, причём всего одним в каждый момент времени. Сегодня эта теория отвергнута, в частности, после работ Рональда Сайма.
Получив должность профессора на филологическом факультете в Лионе, Фабиа посвящает часть своего времени археологическим изысканиям в этом городе. Вместе с Камилем Жерменом де Монтозаном он создаёт Лионскую ассоциацию археологических исследований. Оба учёных с 1911 по 1933 год проводят раскопки на холме Фурвьер, изучая историю Лугдуна. В 1925 году Фабиа осуществляет раскопки руин, которые он определяет как Кибелы — это определение поставили под сомнение лишь после раскопок 2001 года. Фабиа публикует две книги о найденных в Лионе римских мозаиках, уделяя особое внимание особенностям их обнаружения. Его книга 1929 года о клавдиевых таблицах до сих пор считается классической.

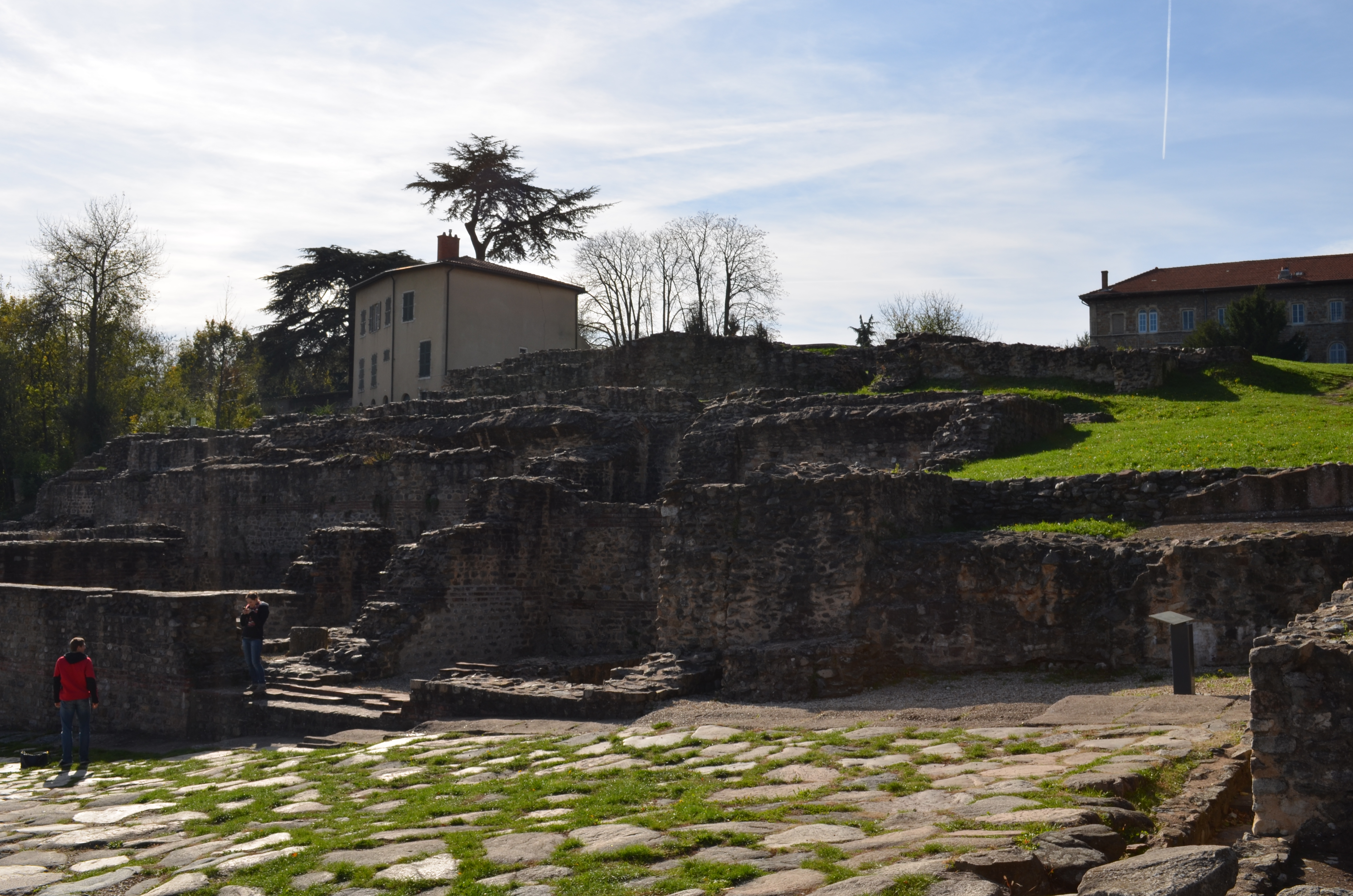
«Святилище Кибелы» в Лионе.

## Сочинения

### Книги
- Les sources de Tacite dans les Histoires et les Annales (Источники «Истории» и «Анналов» Тацита). — 1893, переиздание 1967. — 462 p.
- Théâtre latin : extraits des comiques (Латинский театр — отрывки из комиков). — 1896.
- Onomasticon Taciteum (Ономастика Тацита). — Paris et Lyon: Coll. Ann. Univ. Lyon, n.s. II, 4, 1900.
- La garnison romaine de Lyon (Римский гарнизон в Лионе). — Lyon: Cumin et Masson, 1918. — 117 p.
- Les mosaïques romaines du musée de Lyon (Римские мозаики в лионском музее). — Lyon: Audin, 1923. — 184 p.
- Recherches sur les mosaïques romaines de Lyon (Исследования римских мозаик в Лионе). — Lyon: Audin, 1924. — 162 p.
- Pour Didon (Sonnets) (Дидону (сонеты)). — Lyon: Audin, 1925.
- La Table claudienne de Lyon (Клавдиева таблица в Лионе). — Lyon: Audin, 1929. — 167 p.
- Pierre Sala, sa vie et son œuvre, avec la légende et l'histoire de l'Antiquaille  (Пьер Сала, его жизнь и его творчество, а также легенда и история Антикайи). — Lyon: Audin, 1934. — 334 p.
- avec Pierre Wuilleumier. Tacite, l'homme et l'œuvre (d'après des notes de Philippe Fabia)  (Тацит — человек и творчество (по записям Филиппа Фабиа)). — Paris: Boivin, 1949.

### Статьи

#### По филологии
- Le troisième mariage de Néron. Statilia Messalina (Третья женитьба Нерона. Статилия Мессалина) (фр.) // Revue de Philologie : журнал. — 1895. — No 19. — P. 218-231.
- L'adultère de Néron et de Poppée (Адюльтер Нерона и Поппеи) (фр.) // Revue de Philologie : журнал. — 1896. — No 20. — P. 12—22.
- Le gentilice de Tigellin (Язычество Тигеллина) (фр.) // Revue de Philologie : журнал. — 1897. — No 21.
- Comment Poppée devint impératrice. Note contre une conjecture de Juste Lipse (Как Поппея стала императрицей. Заметки о конъюнктуре Юста Липсия) (фр.) // Revue de Philologie : журнал. — 1897. — No 21. — P. 221-239.
- Le règne et la mort de Poppée (Правление и смерть Поппеи) (фр.) // Revue de Philologie : журнал. — 1898. — No 22. — P. 333—345.
- Le point final des Annales de Tacite (Конечная точка «Анналов» Тацита) (фр.) // Journal des savants : журнал. — 1901. — P. 423—435 и  563—575.
- La lettre de Pompeius Propinquus à Galba et l'avénement de Vitellius en Germanie (Письмо Помпея Пропинквия Гальбе и прибытие Вителлия в Германию) (фр.) // Klio : журнал. — 1904. — No 4. — P. 42—68.
- Naumachia (Навмахия) (фр.) // Dictionnaire des Antiquités grecques et romaines : словарь. — 1904. — Vol. IV, no 1. — P. 10—12.
- Salutatio (Салютация) (фр.) // Dictionnaire des Antiquités grecques et romaines : словарь. — Vol. IV, no 2. — P. 1059—1061.
- La mère de Néron. À propos d'un plaidoyer pour Agrippine (Мать Нерона. В защиту Агриппины) (фр.) // Revue de Philologie : журнал. — 1911. — No 35. — P. 144—178.
- La journée du 15 janvier 69 à Rome (6 января 69 года в Риме) (фр.) // Revue de Philologie : журнал. — 1912. — No 36. — P. 53—61.
- Officiers gaulois dans les légions romaines au Ier siècle de notre ère (Tacite, Hist., IV, 61 et 74) (Галльские военачальники в римских легионах в I веке н. э. (Тацит. История. IV 61 и 74)) (фр.) // Revue des études anciennes : журнал. — 1912. — No 14-3. — P. 285—291.
- L'irreligion de Tacite (Безбожие Тацита) (фр.) // Journal des savants : журнал. — 1914. — No 12. — P. 250—265.
- Dillius Vocula (фр.) // Studi Romani : журнал. — 1914. — No 2. — P. 153—188.
- À propos de la table claudienne (Насчёт клавдиевой таблицы) (фр.) // R.E.A : журнал. — 1931. — No 32. — P. 117—138 и 225—260.

#### О Лионе
- La querelle des Lyonnais et des Viennois en 68-69 après Jésus-Christ (Разногласия между лионцами и вьенцами в 68-69 годах н. э.) (фр.) // Revue d'histoire de Lyon : журнал. — 1902. — P. 106.
- Vitellius à Lyon (Вителий в Лионе) (фр.) // Revue d'histoire de Lyon : журнал. — 1903. — P. 89-105.
- L'incendie de Lyon sous Néron (Пожар Лиона при Нероне) (фр.) // Revue d'histoire de Lyon : журнал. — 1904. — 3 janvier. — P. 5, 23.
- Domitien à Lyon (Домициан в Лионе) // Revue d'histoire de Lyon : журнал. — 1905. — С. 5—20.
- Gaius à Lyon (Гай в Лионе) (фр.) // Revue d'histoire de Lyon. — 1905. — P. 274—289.
- Lyon sous Tibère (Лион при Тиберии) (фр.) // Revue d'histoire de Lyon : журнал. — 1906.
- Claude et Lyon (Клавдий в Лионе) (фр.) // Revue d'histoire de Lyon : журнал. — 1908. — P. 5—20.
- La municipalité de Lugdunum (Муниципалитет Лугдуна) (фр.) // Revue d'histoire de Lyon : журнал. — 1911. — No 10. — P. 5—42.
- La première campagne des fouilles de Fourvière (Первая кампания раскопок на Фурвьере) (фр.) // Revue d'histoire de Lyon : журнал. — 1912. — No VI. — P. 401—426.
- Fouilles à Fourvière : mosaïque romaine (Раскопки на Фурвьере — римская мозаика) (фр.) // Comptes rendus de l'Académie des inscriptions et belles-lettres : журнал. — 1912. — P. 412—415.
- La deuxième campagne de fouilles de Fourvière (Вторая кампания раскопок на Фурвьере) (фр.) // Revue d'histoire de Lyon : журнал. — 1914. — No 13. — P. 1—29.
- La troisième campagne de fouilles de Fourvière (Третья кампания раскопок на Фурвьере) (фр.) : журнал. — 1914. — No 13. — P. 385—416.
- Note sur les mosaïques superposées de la déserte (Place Sathonay, à Lyon) (Записка о надложеной мозаике пустоши (площадь Сатоне, Лион)) (фр.) // Comptes rendus de l'Académie des inscriptions et belles-lettres : журнал. — 1916. — No 60-4. — P. 350—356.
- Le vieux Lyon. Un siècle d'études lyonnaises sur la topographie et l'archéologie de Lyon (Старый Лион. 100 лет лионских исследований топографии и археологии Лиона) (фр.) // Journal des Savants : журнал. — 1917. — No 15.
- L'amphithéâtre de Lugudunum (Лугдунский амфитеатр) (фр.) // Journal des Savants : журнал. — 1920. — Vol. 13, no 7-8. — P. 160.
- Les mosaïques romaines des musées de Lyon (Римские мозаики в лионских музеях) (фр.) // Revue du Lyonnais : журнал. — 1921. — No 4. — P. 453—504.
- Les mosaïques romaines des musées de Lyon (Римские мозаики в лионских музеях) (фр.) // Revue du Lyonnais : журнал. — 1922. — No 5. — P. 39—68.
- Les mosaïques romaines des musées de Lyon (Римские мозаики в лионских музеях) (фр.) : журнал. — 1922. — No 6. — P. 15—45.
- Les mosaïques romaines des musées de Lyon (Римские мозаики в лионских музеях) (фр.) // Revue du Lyonnais : журнал. — 1922. — No 7. — P. 19—46.
- Les mosaïques romaines des musées de Lyon (Римские мозаики в лионских музеях) (фр.) // Revue du Lyonnais : журнал. — 1922. — No 8. — P. 31—64.
- в соавторстве с Камилем Жерменом де Монтозаном. Les fouilles de Fourvière en 1924 (Раскопки на Фурвьере в 1924 году) (фр.) // Comptes rendus de l'Académie des inscriptions et belles-lettres : отчёт. — 1925. — P. 119—124.
- в соавторстве с Камилем Жерменом де Монтозаном. Les fouilles de Fourvière en 1925 (Раскопки на Фурвьере в 1925 году) (фр.) // Comptes rendus de l'Académie des inscriptions et belles-lettres : отчёт. — 1926. — P. 140—145.
- Nouvelle note sur une inscription latine de Saint-Michel d'Ainay à Lyon (Новое о латинской надписи с Сен-Мишель д'Эне в Лионе) (фр.) // Archivum latinitatis medii aevi (Bulletin du Cange) : журнал. — 1927. — No 3. — P. 149—156.
- в соавторстве с Камилем Жерменом де Монтозаном. Exploration archéologique de Fourvière. Rapport sur les fouilles de 1926-1927 (Раскопки на Фурвьере в 1926—1927 годах) (фр.) // Comptes rendus de l'Académie des inscriptions et belles-lettres : отчёт. — 1927. — P. 236—244.